# Max Nordau

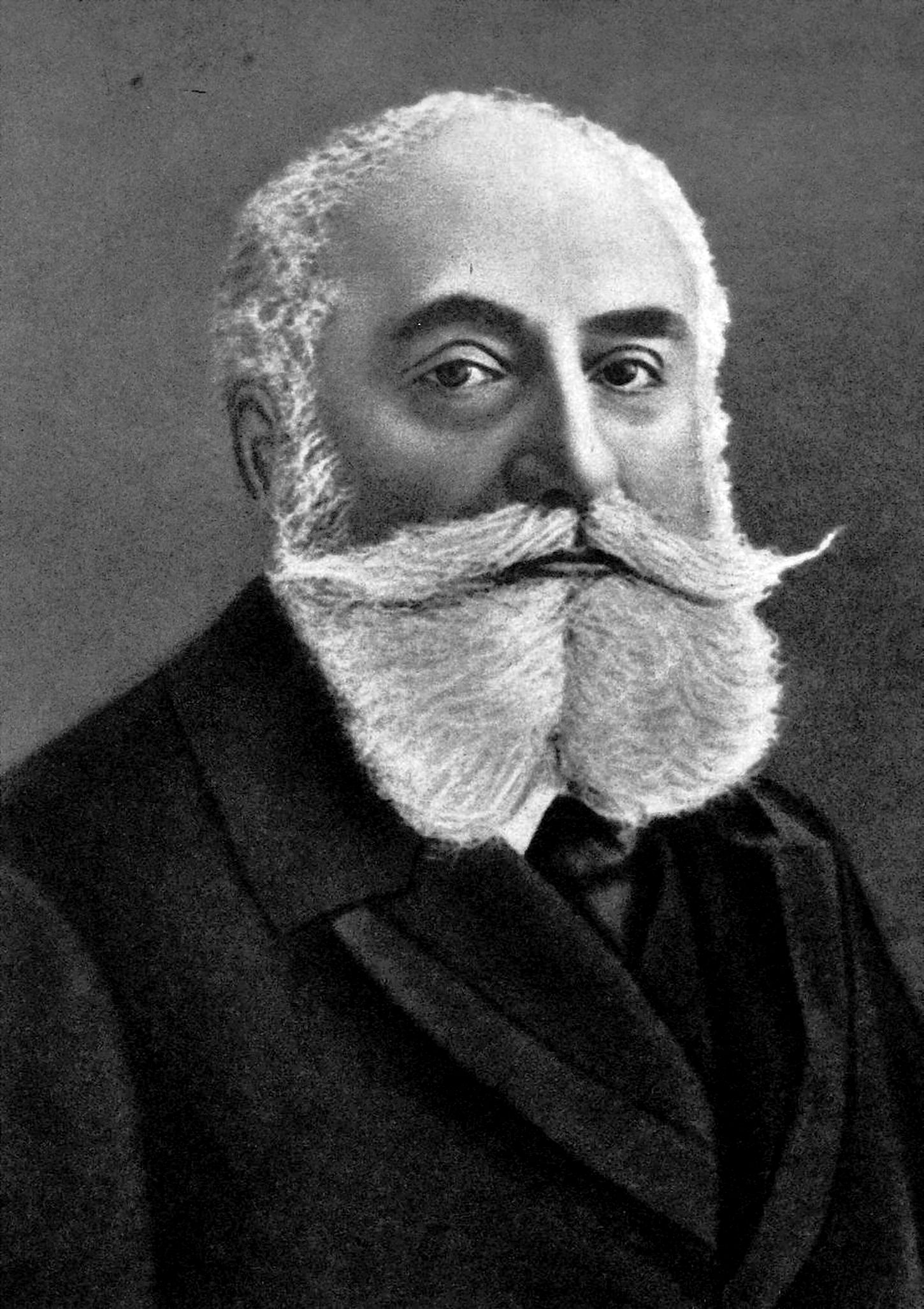
Max Nordau

Max Nordau (geboren 29. Juli 1849 als Maximilian Simon Südfeld in Pest, Kaisertum Österreich; gestorben 22. Januar 1923 in Paris) war Arzt (u. a. Theodor Herzls Pariser Hausarzt), Schriftsteller, Politiker und Mitbegründer der Zionistischen Organisation.

## Leben
Max Simon Südfeld wurde 1849 in Pest als Sohn des Rabbiners Gabriel Südfeld geboren. Nach einer traditionellen jüdischen Erziehung wurde er ab seinem 18. Lebensjahr ein strenger Naturalist und Evolutionist. Zu dieser Zeit, 1867, begann er auch seine journalistische Karriere und schrieb zunächst für den Pester Lloyd. Bald wurde er Mitarbeiter bedeutender Zeitungen, darunter die Vossische Zeitung in Berlin, die Neue Freie Presse in Wien und La Nación in Buenos Aires.
1872 wurde er zum Dr. med. promoviert. Nach dem Tod des Vaters nahm er am 11. April 1873 den Namen («nom de plume») „Nordau“ (Süd > Nord; Feld > Au) an, mit dem er schon seine ersten Artikel unterzeichnete. Studienreisen führten ihn nach Berlin, Russland, Dänemark, Schweden, Island, England, Frankreich, Spanien und Italien.

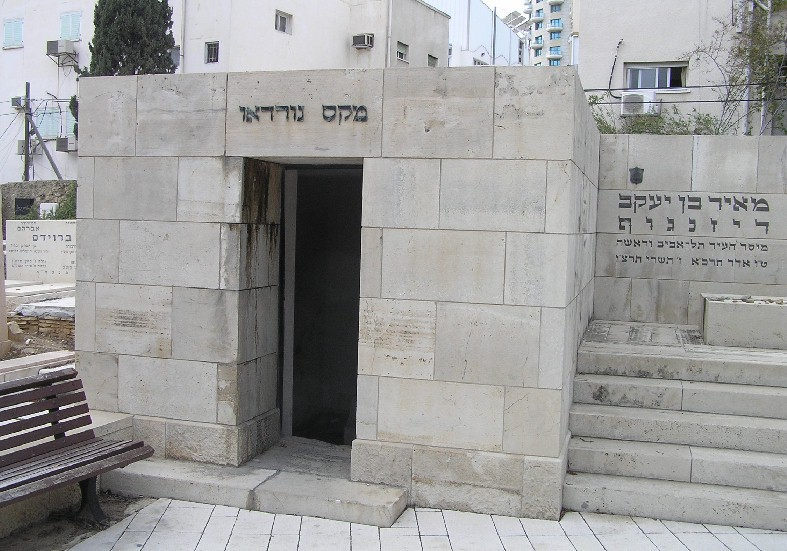
Grab Max Nordaus in Tel Aviv auf dem Trumpeldor-Friedhof, neben dem Grab von Meir Dizengoff

Von Mai 1876 bis November 1878 wohnte er mit seiner Mutter in Paris, wo es ihm so gut gefiel, dass er, nach einer kurzen Rückkehr nach Pest, im Jahre 1880 endgültig nach Paris übersiedelte, sich hier als praktischer Arzt (mit Spezialisierung auf Frauenkrankheiten) niederließ und sich neben seiner medizinischen Arbeit literarisch betätigte. 1878 hatte er sich als Arzt in seiner Vaterstadt niedergelassen. In Paris nun ordinierte er nur für Arme und unentgeltlich. Ebenso hielt er im Pariser deutschen sozialdemokratischen Leseklub Abend-Vorträge über soziale Fragen; gleichzeitig war er Korrespondent der meistgelesenen Zeitungen in Berlin, Wien, Nord- und Südamerika. Seiner Kenntnis der Weltsprachen hatte er es zu verdanken, dass er sich mit der Weltliteratur vertraut machen und mit den Dichtern und Schriftstellern unterschiedlicher Völker in Verbindung treten konnte. In Paris hospitierte er bei Jean-Martin Charcot, dem Begründer der modernen Neurologie, seinem späteren Doktorvater, an der psychiatrischen Anstalt Salpêtrière. 1882 sprach sich Nordau in seiner gynäkologischen Dissertation «De la castration de la femme» gegen die operative Entfernung der Eierstöcke bei sogenannten «hysterischen» Frauen aus. Er kritisierte den gefährlichen Eingriff hart, zweifelte allerdings, wie die meisten Zeitgenossen, auch Sigmund Freud, nicht am Krankheitsbild der Hysterie. Diese sei jedoch psychisch oder soziokulturell bedingt. Obwohl Nordau vor einer körperlichen Verstümmelung von Frauen zurückschreckte, pflegte er als Frauenarzt wie als Feuilletonist ein reaktionäres Frauenbild, beschränkt auf Mutterschaft und Ehe. Der misogyne Diskurs war um 1900 en vogue. Der Psychiater Paul Möbius schwadronierte in einer gleichnamigen Schrift sogar vom «physiologischen Schwachsinn des Weibes».
Von der «hysterischen» Frau war es nur ein kleiner Schritt zu den zeitgenössischen Dekadenzdebatten, die Nordau als sein ureigenstes Betätigungsfeld ansah. Als Arzt und Schriftsteller wollte er die «Degeneration» der Gesellschaft im Zeichen der Aufklärung diagnostizieren und therapieren. Der Nordau-Biograf Christoph Schulte hat sein Werk eine «Psychopathologie des Fin de siècle» genannt. Einen Höhepunkt erreichte Nordaus Zivilisationskritik in der Schrift «Entartung» (1892/1893), die praktisch die gesamte Avantgarde-Kunst der Epoche verdammte. Der «Fackel»-Herausgeber Karl Kraus, ein erbitterter Feind Nordaus und seines wichtigsten Auftraggebers «Neue Freie Presse», spottete 1901 darüber, wie sehr das bürgerliche Lesepublikum den Schriftsteller-Arzt Nordau goutierte: «Gibt es einen Eckstein der Literatur- und Kunstentwicklung, an dem dieser saubere Herr nicht schon seine kritische Notdurft verrichtet hätte? (…) Und wovor man in Wien besonderen Respekt hat, das ist die medizinische Tiefgründigkeit, die die künstlerischen Untersuchungen des Herrn Nordau auszeichnet. Er ordiniert wöchentlich einmal im Feuilletonteil der ‹Neuen Freien Presse›, schickt die Leute, die seiner Behandlung überliefert sind, ins Spital oder ins Irrenhaus, und bewährt einen kritischen Blick, um den ihn Hofrat Nothnagel beneiden könnte.» Aus einigen Jahren Distanz nannte auch der Schriftsteller Egon Friedell «Entartung» eine «mehrere 100 Seiten lange ununterbrochene Anpöbelung aller führenden modernen Künstler» und «eine Blamage für den Autor».
In seinem Buch, einer von Charles Darwin, dem Psychiater Cesare Lombroso und dem Positivisten Auguste Comte inspirierten Schrift, predigte Nordau auf 800 Seiten geistig-moralische Gesundheit. Dabei hängt er einem positivistischen Fortschrittsoptimismus an, der jeden Regelbruch zum Symptom der «Entartung» erklärt. Naturgemäß seien Großstädter und Künstler besonders von der Überreizung betroffen, so seine Argumentation. Nordau desavouiert in seinem Buch unter anderem die englischen Präraffaeliten, die französischen Symbolisten, Charles Baudelaire («ein höherer Entarteter», «krankhaft, unsittlich und gesellschaftsfeindlich»), den Tolstoismus («tief unsittlich», da er durch Almosen die Arbeitsmoral zerstöre), die «Richard-Wagnerei» («Erotomanie»), Henrik Ibsen und Friedrich Nietzsche. Nordau war der erste, der den Terminus «Entartung» auf die Kunst anwendete. Der Begriff hatte sich schon Ende des 19. Jahrhunderts zur Diskreditierung bestimmter medizinischer oder gesellschaftlicher Phänomene etabliert. Man muss Nordaus Buch allerdings zugutehalten, dass es sich nicht mit nationalistischem und rassistischem Gedankengut verbündet. Dennoch ist es ein Schlüsselwerk für die spätere Pathologisierung der künstlerischen Moderne.
Am 20. Januar 1898 heiratete Nordau die verwitwete Anna Kaufmann, eine protestantische Dänin, was ihn in große Rechtfertigungsnot, auch sich selbst gegenüber, brachte, weil er zum Zeitpunkt der Heirat Mischehen ablehnte, die Beziehung ihn aber aus einer früheren Zeit herrührend verpflichtete. Zwei Tage nach der Eheschließung schrieb Nordau an Herzl: Würde ich meine Frau heute kennenlernen, hätte ich sie in den letzten anderthalb Jahren kennen gelernt, ich hätte jede aufkeimende Neigung in mir mannhaft bekämpft und mir gesagt, dass ich als Jude nicht das Recht habe, meine Gefühle frei walten zu lassen.  Herzl selbst rechtfertigte Nordaus Verhalten und verteidigte ihn als Ehrenmann: In meinen Augen wird übrigens die Frau eines Juden eo ipso zur Jüdin durch die Ehe. Moses war mit einer Midianiterin verheiratet.
Nach Ausbruch des Ersten Weltkrieges lebte Nordau in Madrid und London. 1920 kehrte er nach Paris zurück, wo er, nachdem er 1921 einen schweren Schlaganfall erlitten hatte, 1923 starb. Seine sterblichen Überreste wurden im April 1925 nach Palästina überführt und in Tel Aviv in einem Ehrengrab auf dem Trumpeldor-Friedhof unter Teilnahme tausender Menschen beigesetzt. Sein Nachlass wird in den Zionist Archives in Jerusalem aufbewahrt.
Max Nordaus Tochter Maxa Nordau (1897–1991) wurde in Paris geboren und war eine französische Landschafts- und Porträtmalerin.
Er war mit Eugen von Jagow befreundet, welcher der erste Leser seines Werkes Entartung war.

## Zionistisches Engagement

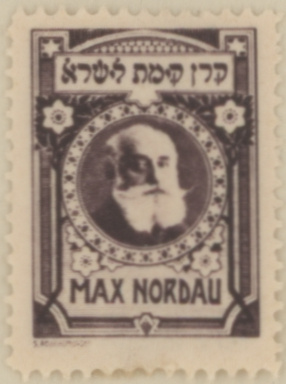
Porträt auf Siegelmarke des Jüdischen Nationalfonds, 1916

Nordau begegnete Theodor Herzl erstmals 1892, war von der Idee des Zionismus begeistert und begann, sich in der zionistischen Bewegung zu engagieren. Er wurde ein von Herzl hoch geachteter Mitstreiter und eine der frühen Führungspersonen der jüdischen Nationalbewegung. Er war der Hauptautor des Basler Programms, das am ersten Zionistischen Kongress verlesen und angenommen wurde, und nahm fortan an allen Zionistenkongressen als einer ihrer führenden Gestalter teil.
Nordau vertrat – im Gegensatz zu den „praktischen“ Zionisten – den „politischen Zionismus“ ebenso vehement wie Herzl selbst. (Die „praktischen“ Zionisten wollten Tatsachen schaffen, wogegen „politische“ Zionisten erst die Unterstützung europäischer Großmächte erlangen wollten.) Von den Kongressen der Anfangszeit ist die Persönlichkeit Max Nordaus nicht zu trennen. Ihm kam jeweils die Aufgabe zu, am Anfang der Tagungen in einem umfassenden Referat eine Bestandsaufnahme zu geben, die Verfallsmomente aufzuzeigen und daraus die Notwendigkeit des politischen Zionismus aufzuzeigen. Er war ein umjubelter Redner, der auf den Kongressen Begeisterungsstürme hervorrief. Besonders sein Referat über die Lage der Juden in der Welt auf dem zweiten Basler Kongress hinterließ damals eine tiefe Wirkung.
Als polemischen Gegenbegriff zum intellektuell orientierten „Nervenjuden“ oder „Talmudjuden“ prägte Nordau den Begriff Muskeljude. Auf dem Zweiten zionistischen Kongress (1898) rief er dazu auf, die körperliche Fitness der Juden durch Turnen zu fördern. Diese Körperertüchtigung verstand er als einen Beitrag zur Realisierung des zionistischen Plans. Die Debatte darum führte zur Gründung zahlreicher jüdischer Sportvereine wie etwa den Hakoah Wien.
Am 19. Dezember 1903 verübte ein fanatisierter Gegner in Paris ein Attentat auf Nordau wegen dessen Eintreten für den Uganda-Plan: Der 27-jährige russische Student Chaim Selig Louban feuerte während des Chanukkaballes des zionistischen Vereins Mebasseret Zion zwei Schüsse auf Nordau ab, die diesen aber verfehlten. Daraufhin entschied sich Herzl definitiv, den Uganda-Plan zur Ansiedlung von Juden fallen zu lassen, wozu er vor dem Attentat nicht bereit gewesen war.
Am Zionistenkongress von 1911 äußerte er die Warnung, dass, wenn die herrschenden politischen Bedingungen anhalten würden, sechs Millionen Juden, d. h. die jüdische Bevölkerung des Russischen Reichs und weiterer osteuropäischer Länder, zum Tod verurteilt seien. Auch gegenüber der vermittelnden Linie Chaim Weizmanns war Nordau kritisch eingestellt und vertrat weiterhin die klare politische Linie, die Herzl vorgegeben hatte.
Nach Ausbruch des Krieges musste Nordau, der österreichisch-ungarischer Staatsbürger und Korrespondent deutscher Zeitungen war, aus Paris flüchten und brachte mehrere Jahre in Madrid zu. In Spanien wurde er freundlich aufgenommen und gewann hier in Abraham Yahuda, Professor für semitische Sprachen, einen intimen Freund. Während des ganzen Krieges blieb er in Spanien und schrieb viel über den Weltkrieg. Nach dem Krieg ging er nach London, wohin mittlerweile die zionistische Leitung verlegt worden war, um sich mit Weizmann und Jabotinsky zu treffen, die Treffen fanden auch statt, aber eigentlich hatte sich die zionistische Bewegung schon zu weit von Nordaus – und Herzls – ursprünglichen Anschauungen entfernt und war „praktisch“ geworden.
Die Balfour-Deklaration und die Reaktion der zionistischen Führung darauf verstand er nicht als einen Sieg, sondern als einen Bankrott und schrieb deshalb im April 1919 an Weizmann und Sokolow:

„Die historische Deklaration vom 2. November 1917, die wir alle mit grösster Freude begrüssten, ist seither ihres ganzen wichtigen Inhaltes beraubt worden und ist nur noch ein Rumpf geblieben. Das Recht, nach Palästina auszuwandern, dort angebotene Grundstücke zu kaufen, sich auf ihnen anzusiedeln und eine Universität zu gründen … bedeutet Chowewe-Zionismus und Haamismus u. steht im direkten Gegensatz sowohl zu dem polit. Zionismus, für welchen ich eintrete, wie auch zu den Ideen Herzls, die mich jetzt, nach 22 Jahren, noch immer begeistern … Seit Beginn des Krieges haben Sie sich ungeheure Verdienste erworben und dem jüdischen Namen zu grossen Ehren verholfen. Ich kann es nur tief bedauern, dass … Sie sich auf das Geldsammeln beschränkten, anstatt die Nation auch zu anderer Mitarbeit aufzufordern, ferner, dass Sie in lebenswichtigen Punkten nachgegeben haben, und zwar sowohl der britischen Regierung als auch den jüdischen Feinden der nationalen Bewegung.“

## Weltanschauung
Nordau war auch Sozialdarwinist sowie ein glühender Verfechter des europäischen Kolonialismus und europäischer Rassentheorien.

## Nordau als Literat
Seine Schriften wurden in zahlreiche Sprachen übersetzt und lösten zum Teil langanhaltende Kontroversen aus. Die conventionellen Lügen der Kulturmenschheit (1883) erschien in fünfzehn Sprachen, darunter Chinesisch und Japanisch, und die Herausgabe des Buches wurde in Österreich und Russland verboten. Als Fortsetzung erschien 1885 Paradoxe der conventionellen Lügen, worin Themen wie Leidenschaft und Vorurteile, sozialer Druck, die Macht der Liebe und Rassentheorien zur Sprache kamen:

„Ich glaube allerdings nicht an die Einheit des Menschengeschlechts; ich glaube, daß die verschiedenen Hauptrassen Unterarten unserer Gattung darstellen und daß ihre Verschiedenheiten der anatomischen Bildung und Hautfarbe nicht bloße Anpassungs-Erscheinungen und Folgen der Umbildung eines ursprünglich einheitlichen Typus durch örtliche Einwirkungen sind, sondern sich durch Verschiedenheit des Ursprungs erklären; es scheint mir, daß zwischen einem Weißen und einem Neger, einem Papua und einem Indianer die Verwandtschaft nicht größer ist als zwischen einem afrikanischen und indischen Elefanten, einem Hausrinde und Buckelochsen.“

Auch dieses Buch wurde mehrmals herausgegeben und übersetzt.
Eine noch schärfere Kontroverse rief die Schrift Entartung (1892) hervor, in der Nordau den von Cesare Lombroso geprägten Begriff der Degeneration übernahm und ihn auf die Werke von Künstlern wie Nietzsche, Tolstoi, Richard Wagner, Emile Zola und Henrik Ibsen und auf künstlerische und kulturelle Erscheinungen wie Symbolismus, Spiritismus, Egomanie, Mystizismus, Parnassianismus und Diabolismus übertrug. In diesem Buch kündigte Nordau eine menschliche Katastrophe von nie gekanntem Ausmaß an. Zahlreiche Autoren bemühten sich um die Widerlegung der darin vorgebrachten Thesen, darunter George Bernard Shaw.
In Der Sinn der Geschichte (1909) beschreibt Nordau die Entwicklung des Menschen von Parasitismus über übernatürliche Illusionen zu Wissen und menschlicher Solidarität. Die Biologie der Ethik (1916) befasst sich mit den natürlichen Wurzeln der Ethik. Sein letztes Werk, Der Sinn der Gesittung (1920 geschrieben), blieb unvollendet und wurde 1932 in einer fragmentarischen spanischen Version herausgegeben.

## Werkliste (Auswahl)
- Aus dem wahren Milliardenlande. Pariser Studien und Bilder. 2 Bände. Leipzig 1878.
- Seifenblasen. Federzeichnungen und Geschichten. Philipp Reclam, Leipzig 1879. 92 S. (Reclams Universal – Bibliothek, Nr. 1187)
- Vom Kreml zur Alhambra. Kulturstudien. 2 Bände. Schlicke, Leipzig 1880–1881.
- Paris unter der dritten Republik, neue Bilder. Leipzig 1880 (4. Aufl. 1890).
- De la castration de la femme, 1882.
- Die conventionellen Lügen der Kulturmenschheit, 1883 (71. Auflage 1927).
  - Die conventionellen Lügen der Kulturmenschheit. Mit Illustrationen. 62. und 63. Tsd. Elischer, Leipzig 1913, VIII, 350 S.
- Paradoxe, 1885 (29. Auflage 1927).
- Ausgewählte Pariser Briefe. 2. Auflage. 1887.
- Die Krankheit des Jahrhunderts, 1889 (2 Bde.; 6. Aufl. 1902).
- Gefühlskomödie. Roman. Breslau 1891.
- Entartung, 1892–1893 (2 Bde.). (Digitalisat)[8]
- Seelenanalysen. Novellen. 1892.
  - Seelenanalysen. Novellen. 2. Auflage. Berlin 1903.
- Entartung und Genie, 1894.
- Drohnenschlacht. Roman, 2 Bände. Duncker, Berlin 1898. (unter Max Simon Nordau)
  - La batalla de los zánganos. Trad. de M. Machado. Illustr. de J. Pedraza. La Novela ilustr., Madrid (um 1910). 272 S. (span.:Dronenschlacht)
- Der Zionismus und seine Gegner. Vortrag. Glitscher, Mülheim am Rhein, 1898.
- Zeitgenössische Franzosen, literaturgeschichtliche Essays, 1901.
- Was bedeutet das Turnen für uns Juden? In: Jüdische Turnzeitung, Juli 1902.
- Morganatisch, Berlin 1904.
- Von Kunst und Künstlern, 1905.
- Mahá Rôg, Berlin 1905.
- Gefühls – Komödie. Roman. 4. Tsd. S. Schottlaender, Berlin – Breslau 1907, 262 S.
- Zur linken Hand: Roman. Illustriert von Stroff. Bd. 1, 2. Buchverlag fürs Deutsche Haus, Berlin & Leipzig 1908. (Die Bücher des Deutschen Hauses, Nr. 46/47)
- Der Sinn der Geschichte. 1. und 2. Tsd. C. Duncker, Berlin 1909. 475 S.
- Max Nordau’s zionistische Schriften. Hrsg. vom Zionistischen Aktionskomitee (anlässlich Nordaus 60. Geburtstag). Jüdischer Verlag, Köln & Leipzig 1909, 3 Bl.,402, V S.
- Das Judentum im 19. und 20. Jahrhundert. Vortrag gehalten in Hamburg 1909. Jüdischer Verlag, Köln & Leipzig 1910, 24 S.
  - Das Judentum im 19. und 20. Jahrhundert. Vortrag gehalten in Hamburg am 29. Dez. 1909. 2. Auflage. Jüdischer Verlag, Köln & Leipzig 1910, 22 S.
- Märchen. Seiner Maxa von ihrem vierten bis zu ihrem siebenten Jahre erzählt. Mit 10 kolorierten und vier schwarzen Vollbildern sowie vielen Textillustr. von Hans Neumann. Hendel, Halle an der Saale 1910, 188 S.
- Der Zionismus. Vollständig umgearbeitete und bis zur Gegenwart fortgeführt. 2. Auflage. Wiener Zionistische Vereinigung, Wien 1913. 16 S.
- Menschen und Menschliches von heute. Skizzen und Glossen. Verein der Bücherfreunde, Berlin 1915. 393 S. (Verein der Bücherfreunde, Nr. 189)
- Die Biologie der Ethik, 1916.
- Französische Staatsmänner, Ullstein, 1916
  - Neuauflage 2017, Musaicum Books, ISBN 978-8-07583-357-0
- Rahab, 1922 (nicht publiziert).
- Erinnerungen (Zyklus von zehn Aufsätzen, postum 1928 in Leipzig erschienen).

## Bühnenwerke (Auswahl)
- Die neuen Journalisten. Lustspiel in vier Akten von Ferdinand Groß und Max Nordau. O. Mutze, Leipzig 1880. 90 S.
- Der Krieg der Millionen. Schauspiel in fünf Aufzügen. B. Schlicke, Leipzig 1882, IV, 146 S. (unter Pseudonym: Max Suedfeld)
  - Der Krieg der Millionen. Schauspiel in fünf Aufzügen. 2. Auflage. Elischer, Leipzig 1904. (unter Max Simon Nordau)
- Das Recht zu lieben. Schauspiel. Berlin 1892.
- Die Kugel. Schauspiel in fünf Aufzügen. 2. Auflage. Hofmann, Berlin 1895.
- Doctor Kohn. Bürgerliches Trauerspiel aus der Gegenwart. 1898 (3. Aufl. 1902).

## Namensgeber
- Als Tel Aviver Vorstadt wurde 1922 von Chaim Boger das nach Max Nordau benannte Nordia-Viertel gegründet, das sich an der Ecke der Dizengoffstraße und der King George Street. „Die ersten Bewohner waren jüdische Überlebende der blutigen Ereignisse von 1921, die in Jaffa stattfanden, sowie obdachlose Neueinwanderer. Die meisten Häuser waren aus Stein gebaut, aber an den Rändern des Viertels wurden Hütten für diejenigen errichtet, die sich kein Steinhaus leisten konnten. Das Land, auf dem Nordia gebaut wurde, wurde zu der Zeit nicht als besonders wertvoll angesehen, aber als die Stadt Tel Aviv wuchs und sich nach Norden ausdehnte, wurde das Viertel ein Teil des Geschäftszentrums der Stadt und es wurde beschlossen, die Bewohner zu evakuieren, das Viertel abzureißen und stattdessen ein Einkaufszentrum zu bauen. Die Arbeiten begannen 1971 und 1977 wurde das Dizengoff Center eröffnet.“[9]
- Ebenfalls nach Max Nordau benannt wurde das 1927 in Tel Aviv gegründete Nordia-Gymnasium.[10]
- In Netanja wurde der Stadtteil Kiriyat-Nordau nach Nordau benannt.
- Der Platz vor den zentralen Busbahnhof in Jerusalem heißt Kikkar Nordau (hebräisch כיכר נורדאו ‚Nordau-Platz‘). Durch ihn verläuft die Jaffa Street, die kurze Nordau Street geht von hier nach Südwesten ab in Richtung Yad Vashem.
- Der israelische Fußballverein Betar Nordia Jerusalem ist nach ihm benannt.